# Liplje (gmina Kotor Varoš)
Liplje (cyr. Липље) – wieś w Bośni i Hercegowinie, w Republice Serbskiej, w gminie Kotor Varoš. W 2013 roku liczyła 271 mieszkańców.